# Crisis Core: Final Fantasy VII
Crisis Core Final Fantasy VII je akční hra na hrdiny od firmy Square Enix pro PlayStation Portable, která vyšla v roce 2007. Její děj tvoří prequel úspěšné hry Final Fantasy VII (dále FF VII), který se odehrává v průběhu několika let před dějem sedmého dílu hlavní série Final Fantasy. Hra vypráví příběh Soldiera 1. třídy Zacka Faira, jehož postava byla představena už v původním sedmém díle, avšak bez bližších detailů o jeho hrdinských činech.

## Herní prostředí a soubojový systém
Hra se odehrává ve futuristickém světě Gaia, zvaná v dílech vázaných k FF VII jen Planetou. Mísí se zde technika a magie. Magii je možné ovládat díky „materiím“, které jsou průmyslově vyráběny ze zkrystalizované „Mako“ energie, získané z Planety. Hráč prozkoumává mnoho míst známých z FF VII, např. rozestavěnou metropoli Midgar, sídlo společnost Shinra a.s., poklidné a tiché městečko Nibelheim. Kromě nich nově přibyly Banora se vzácnými vždyplodícími fialovými jablky, válečná zóna ve Wutaji, víska Modeoheim i prosluněná pláž v Costa del Sol nebo útroby pevnosti Junon.
Hráč ovládá pouze Zacka Faira, s nímž se pohybuje po světě, mluví s ostatními NPC a bojuje. Kromě hlavní dějové linie může plnit množství vedlejších úkolů, jejichž splněním získá například lepší předměty nebo zpřístupní lepší úkoly. Při kontaktu s nepřáteli se aktivuje bojový modul, jenž probíhá v reálném čase. Zack může používat speciální dovednosti a magii, přístupné díky materiím. Nejvýše jich může mít šest najednou a získá je buď nákupem přímo od společnosti Shinra, nebo je nalézá v průběhu misí či je získá za odměnu při splnění úkolu. Materie je možné nechat "srůst" do jedné lepší.
Průběh souboje ovlivňuje mechanismus, který je během aktivovaného bojového modulu zobrazen v levém horním rohu. Jedná se o Digital Mind Wave (volně přeloženo jako digitální snímač vln mysli), jenž na první pohled připomíná hrací automat se dvěma tříválcovými řadami: jedna je číselná (od 1 do 7) a druhá obsahuje portréty ostatních postav. Automat se v bitvě neustále samovolně otáčí, dokud hráč nezíská aspoň 10 SP (Soldier's Points), což je cena za jedno otočení. SP získá například za zabité nepřátele nebo pokud padnou některé kombinace čísel a portrétů. Pokud je levý a pravý obličej při zastavení automatu stejný, bitva se zastaví a automat se ještě jednou roztočí v tzv. modulační fázi, která Zackovi umožní vzpomínat na určité události související s postavami z automatu (Flashback), vzpomínat na jednu až pět scén, které se už odehrály, nebo vstoupit do módu Chocobo, Summon nebo Genesis a vykonat pomocí nich speciální „Limit Break“ a podobně. Když se automat zastaví číselně na 777, je Zackovi dočasně vylepšena síla, zdraví i síla magie.
Při dokončení hry se aktivuje bonus, který hráč dostane při opětovném hraní od znova. Severoamerická verze hry po dohrání umožňuje vybrat ještě jednu těžší obtížnost hry.

### Postavy
- Zack Fair

Dabing: Keniči Suzumura (japonsky); Rick Gomez (anglicky)
Herní postava. Na začátku hry je 16letý Soldier 2. třídy, původem z malého městečka Gongaga, který sní o vstupu do úzké elity Soldierů 1. třídy, aby se stal hrdinou. Chce být stejně jako mnoho jiných mladých mužů jako legendární Sephiroth. Z rodného městečka proto odešel do Midgaru sloužit u Soldierů. Je velmi kamarádský, místy i nafoukaný a trochu zbrklý, avšak je ochoten překonat jakoukoliv překážku, aby si splnil sny. Od prvních momentů děje hry se před ním objeví životní zkoušky, o kterých nesnil ani v těch nejhorších snech, přesto zůstává sám sebou a hráč vidí tohoto mladého Soldiera dospívat po dobu sedmi let v muže, věrného svým ideálům se starostmi o osud svých jediných přátel.
Následující postavy tvoří NPC.
- Angeal Hewley

Dabing: Kazuhiko Inoue (japonsky); Josh Gilman (anglicky)
Zhruba 25letý Soldier 1. třídy, který je Zackovým učitelem a Soldierům druhé a třetí třídy vštěpuje své ideály a mravní hodnoty, které zdůrazňuje slovy: „Uchopte své sny a chraňte si svou čest Soldiera“. Často je zdůrazňuje i ostatním Soldierům 1. třídy. Věří v odvahu, čest, loajalitu a přátelství. Má i osobitý smysl pro humor, avšak hluboce s ním otřásla zjištění o jeho původu. Je původním majitelem charakteristického Buster Swordu, tedy zbraně, kterou ve FF VII vlastní Cloud.
- Genesis Rhapsodos

Dabing: Gakuto Oširo (japonsky); Oliver Quinn (anglicky)
Další zhruba 25letý Soldier 1. třídy. Je Angealovým kamarádem z dětství, byl vychováván v bohaté rodině, zatímco Angeal vyrůstal v chudobě. Je posedlý eposem „Loveless“, který je ve světě FF VII populární. Často cituje jeho jednotlivé akty, přičemž se připodobňuje k jeho postavám a svůj osud připodobňuje k osudu postav v eposu. Po zjištění, co on sám představuje, ho sžírala sebenenávist.
- Sephiroth

Dabing: Tošijuki Morikawa (japonsky); George Newbern (anglicky)
Nejsilnější ze Soldierů 1. třídy a obyvatelé Planety i ostatní Soldierové k němu vzhlížejí jako k hrdinovi. Je krutý a nemilosrdný, ovšem projevuje starost o své jediné přátele Angeala a Genesise. Přátelství však není jediná věc, kterou s nimi sdílí, a to později přispěje k jeho pádu do temnoty a šílenství, kterým podlehne mnohem hůř než jeho dva přátelé. Než se tak stalo, stihl se spřátelit i se Zackem.
- Aerith Gainsboroughová

Dabing: Mája Sakamotová (japonsky); Andrea Bowenová (anglicky)
Zackova láska. V době jejich seznámení byla naivní a nevinná 15letá dívka z midgarských slumů, ale kvůli povinnostem s ní nemohl trávit tolik času, kolik by chtěl. Je poslední žijící Cetrou (Prastarou), tedy není obyčejným člověkem, a proto ji sledují agenti Turks.
- Cloud Strife

Dabing: Takahiro Sakurai (japonsky); Steve Burton (anglicky)
Ve FF VII je to hlavní postava, ovšem zde je vedlejší postavou. Slouží u Shinry jako obyčejný voják, přestože snil, že se stane také Soldierem. Se Zackem se seznámil na jedné misi a stali se dobrými přáteli. Osud je však oba svedl ke konci hry na cestu psanců, kteří bojovali o přežití.
- Tseng

Dabing: Džuniči Suwabe (japonsky); Ryun Yu (anglicky)
Agent Shinrovy špionážní organizace Turks. Se Zackem plnil pár misí. Byl pověřen sledováním Aerith.
- Cissnei

Dabing: Asumi Nakataová (japonsky); Carrie Savageová (anglicky)
Mladičká agentka Turks, která několikrát pomohla Zackovi, k němuž pravděpodobně cítila jisté city, které ji párkrát dostaly do konfliktu s povinnostmi Turksů.
- Lazard Deusericus

Dabing: Džunpei Morita (japonsky); Stefan Marks (anglicky)
Ředitel Soldierů, který vysílá Soldiery 1., 2. i 3. třídy na mise. Přestože sám příliš bojovat neumí, je pro organizaci velice důležitý díky talentu na analytické myšlení. K jeho pozici mu pravděpodobně dopomohla skutečnost, že je nemanželským synem prezidenta Shinry, tudíž je bratrem Rufuse Shinry.
- Dr. Hollander

Dabing: Šinja Ówada (japonsky); Sterling Young (anglicky)
Bývalý Shinrův vysoce postavený vědec, spjatý s Angealem a Genesisem, kteří se na něj obrátili o pomoc s jejich velmi vážnými problémy. Je velmi nemorální, bezskrupulózní a dle profesora Hodži také úplně neschopný.

## Příběh
Hra začíná v rozestavěném Midgaru, kde Zack plní dle Angealových instrukcí úkol převzít kontrolu nad vlakem, ovládnutý wutaiskými vojáky v převleku za Shinrovy vojáky. Scéna připomíná úvodní scénu Final Fantasy VII. Na konci mise byl Zack přepaden Sephirothem zezadu a zachránil ho Angeal, který mobilem ukončil misi virtuálního tréninkového centra. Zackovi vrátil jeho zlomený soldierský meč a udělil mu lekci o snech a soldierské cti. Zack byl však naštvaný, protože již dosáhl hodnosti 2. třídy, ale ještě ho neposlali na žádnou ostrou bojovou misi, přestože je válka s Wutaí v plném proudu.
To se ale brzy změnilo. Na schůzce s ředitelem Lazardem kypěl nadšením z Angealova doporučení na jeho povýšení do hodnosti Soldiera 1. třídy. Také byl poprvé nasazen právě do Wutaie, kde jiný Soldier 1. třídy jménem Genesis vedl masovou dezerci Soldierů. Ve Wutaji měl Genesis za úkol přepadnout pevnost Tamblin a umožnit zasadit nepříteli rozhodující úder, jenže díky jeho dezerci se válka táhne déle, než bylo potřeba. Spolu se Zackem letěl Angeal. Na pozorování je doprovodil i Lazard. Angeal Zackovi cestou k pevnosti vyprávěl o jeho a Genesisově přátelství z dětství i o své cti, kterou symbolizuje jeho Buster Sword, který mu nechal vyrobit jeho chudý otec. Sice ho v boji skoro nepoužívá, aby svou čest nepošpinil, ale nosí ho všude s sebou, na první pohled zbytečně. Po splnění mise Buster Swordem zachránil Zackovi život, který opět v boji polevil v koncentraci. Angeal mu pověděl, že Buster Sword nyní použil proto, že je jen o trochu důležitější než meč. Ale jen o trošičku.
Cestou zpět Zacka přepadli dva Soldieři 2. nebo 3. třídy, kteří vypadali stejně jako Genesis. Dorazil za ním Sephiroth, který mu vysvětlil, že jde o Genesisovy kopie neboli klony, vytvořené technologií nedávno ukradenou společnosti Shinra neznámým pachatelem. Na dotaz, kde je Angeal, nedokázal Zack odpovědět, tak Sephiroth prohlásil, že je zradil stejně jako Genesis.
Zack odmítl věřit, že by jeho učitel byl zrádce, avšak Lazard ho brzy na to poslal s agentem Tsengem vyšetřovat okolnosti zmizení Angeala a Genesise do jejich rodné vesnice Banora. Původně tam měl jet Sephiroth, ale odmítl, protože oba dva jsou jeho přátelé. V Banoře Tseng nalezl několik mrtvol v zemi, včetně Genesisových rodičů, zatímco Zack vyslýchal Angealovu matku Gillian Hewleyovou, u které Angeal zanechal Buster Sword a zmizel. Oba dva dezertéry Zack našel v místní továrně a snažil se aspoň Angeala přesvědčit k návratu. Avšak Genesis mu motal hlavu, neboť Angeal byl ve stavu, kdy nevěděl, jak se má rozhodnout. Nakonec šel za Genesisem, v čemž mu Zack chtěl zabránit, ale Angeal ho snadno odzbrojil a zapíchl jeho meč do podlahy.
Nakonec se Zack vrátil do domu Gillian a našel tam její mrtvolu a Angeala zírajícího do prázdna. Ve vzteku Angeala zvedl do vzduchu, vyhodil ho dveřmi ven a vyčítal mu, šokován, zda toto jsou představy o cti, neboť se domníval, že Angeal zavraždil svou vlastní matku. Angeal pořád mlčel a Genesis, jenž vstoupil do dveří, jen zopakoval, že na té straně se už nedá žít. Genesis vyvolal materií mocnou nestvůru, kterou měl původně připravenou pro Sephirotha, a poštval ji na Zacka. Během bitvy Angeal zmizel. Genesis potom jen roztáhl černé křídlo padlého anděla na levé straně těla a s ohromnou dávkou sebenenávistí po další Zackově výčitce pravil, že jsou oba zrůdy, které nemají ani sny ani čest. Poté odletěl pryč. Zack zachytil jedno Genesisovo černé pírko a odhodlaně řekl, že Soldier neznamená být zrůda. Tseng s vrtulníkem nabral Zacka a potom celou vesnici vybombardovali Shinrovi vojáci.

### Genesisova invaze do Midgaru
O více než půl roku později skončila válka s Wutají, v níž Shinra vyhrál. Genesis s Angealem byli oficiálně prohlášeni za mrtvé a Lazard povýšil Zacka do hodnosti Soldiera 1. třídy. Zack očekával, že to přijme veseleji, ale Lazard odvětil, že je to pochopitelné, příliš mnoho věcí se stalo příliš rychle. Informoval ho o plánech, jak se Shinra chce zbavit Genesise a Angeala vysláním armády. Do mise se dobrovolně zapojil i Sephiroth, jenž nereagoval na Zackovy protesty nijak. Shinrovým mrakodrapem se rozezněl alarm a Lazard poslal Sephirotha na stráž k prezidentovi, zatímco Zacka poslal dolů před vchod. Vetřelcem byl Dr. Hollander, jenž kradl dokumenty na 45. patře, avšak Turksové ho nedokázali dopadnout, protože někdo ovládl robostráže, které způsobily chaos ve věži i mimo ni. Navíc Genesis poslal k Shinrově mrakodrapu několik svých kopií, které likvidovali Tseng, Rude a Reno. Mezi nimi byla i novicka Cissnei, které s jednou kopií pomohl Zack a spřátelil se s ní. Cissnei se divila, proč Zack odmítal přirovnání křídel jako symbol svobody pro lidi. Zack jen řekl, že kdyby měli lidé křídla, stali by se z nich zrůdy. Odvětila, že křídla nesymbolizují zrůdy, a trochu Zackovi spravila náladu.
Sephiroth zatelefonoval Zackovi, že má okamžitě doběhnout do Mako-reaktoru v sektoru 5, protože tam byl spatřen Angeal. Musí ho tedy najít dřív než armáda a dle Sephirothova plánu oběma zachrání životy tím, že je úmyslně nezvládnou zabít. V reaktoru Zack narazil na Angealovy kopie, stvořené z monster, jež měly znamení Angealova obličeje. Dle Sephirotha není Genesis jediný se schopností kopírovat se. Vzpomněl si na své hrátky spolu s Angealem a Genesisem ve virtuálním tréninkovém centru, kde bojovali proti sobě. Zvirtualizovali si Junon, kde se po recitaci z „Loveless“ rozhodl Genesis napůl v transu porazit Sephirotha sám a ne v boji dvou na jednoho jako vždycky. Příliš zuřivým bojem oba ohrožovali nejen své životy, ale zničili celý virtuální Junon i vybavení tréninkové místnosti. Navíc proti Sephirothovi stejně neměl Genesis šanci. Boj utnul Angeal, který vletěl mezi ně, ale Genesis si z toho odnesl zranění. Nebylo nijak vážně, jenže se z neznámých příčin nehojilo. Genesisův stav stabilizoval Dr. Hollander, ale musel provést krevní transfúzi. Angeal i Sephiroth se dobrovolně nabídli, jenže Sephiroth byl nevhodný dárce, a nechápal proč.
Sephiroth nabyl podezření, že oba nyní pracují pro Hollandera, jenž se zde pravděpodobně ukrývá před Turksy. Nalezli Hollanderovu tajnou laboratoř a prošli si staré dokumenty o Hollanderově nezdařeném experimentu, projektu G. Z projektu G se zrodil chlapec Genesis a Angeal. Z dalších nalezených dokumentů zjistili, že se sice Genesisovo zranění nakonec uzdravilo, ale spustila se mu buněčná degradace a začal nekontrolovatelně tvořit kopie sebe samého z ostatních lidí, kteří byli vystaveni Maku, nebo z monster.
Do místnosti vstoupil překvapený dr. Hollander, jenž Sephirothovi vysvětlil, že pouze on dokáže zastavit Genesisovu degradaci. Svrchu přiletěl i Genesis, aby chránil Hollandera. Sephiroth se snažil Genesise uklidnit po jeho další recitaci Loveless, aby si nechal všechnu vytouženou slávu hrdiny z eposu pro sebe. Avšak Genesis nyní toužil po Daru od bohyně. Hollander se snažil utéct, avšak pronásledoval ho Zack, než byl zastaven Angealem. Zack se ho ptal, zda také pracuje pro Hollandera, ale Angeal suše odpověděl, že touží po ovládnutí světa nebo pomstě. Roztáhl své velké i malé zářivě bílé křídlo na pravé straně těla a prohlásil se za zrůdu, jejímž smyslem života přece je jedno z toho. Zack to odmítl s tím, že má křídla anděla. Angeala tato odpověď rozzuřila a Zacka vyslýchal, za co anděl bojuje, o čem anděl sní? Andělé sní podle Angeala pouze o jediném: být člověkem. Jedinou rukou Zacka odhodil na druhý konec chodby a vyzval ho na souboj. Zack odmítl bojovat, tak ho kouzlem shodil do šachty pod reaktorem.
Zack se probral v záhonu květin, které jinak nikde v Midgaru nerostou, v pobořeném chrámu ve slumu pod sektorem 5, kde na něj shlížela dívka jménem Aerith, kterou svým pádem vyděsil. Zackovi se zalíbila, tak ji pozval na rande. Na trhu ve slumech jí koupil růžovou mašli do vlasů, kterou pak nosila i ve FF VII. Pod sektorem 6 se zastavili na dětském hřišti a Aerith začala mluvit o Soldierech, hrdinech pro děti, jako o nešťastných lidech, když je údajně podrobovali nějaké operaci. Normální člověk bez úprav je lepší. Zack jí prozradil, že je Soldierem, ale jediná úprava, jakou podstoupil, bylo vystavení Mako-energii a vedlejším produktem jsou jen krásné modré oči. Ale přiznal, že se poslední dobou nedějí normální věci. Jejich rande přerušil telefonát, že na Shinrův mrakodrap znovu zaútočil Genesis. Aerith na cestu popřála, ať je jeho přítel, o němž mluvil ze spaní, v pořádku.
Zackovi usnadnil cestu zpět Angeal, který po předchozím incidentu přemýšlel, ale byl stále zmatený z toho, čím se stal. Každopádně Zacka vzal do rukou a doletěl s ním až na bojiště. Zackovi přiznal, že musí ochránit svou čest děj se co děj, dokud třímá Buster Sword. Za jejich nepřítele označil vše, co vytváří utrpení. Zack po chvíli přemýšlení slíbil, že mu pomůže takového nepřítele přemoci. Než spolu doletěli do Shinrovy věže, Sephiroth všechny klony Genesise porazil sám. Genesis si došel pro profesora Hodžu, který měl Hollandera připravit o jeho právoplatné postavení. Sephirotha osud Hodži nezajímal a šel pročesat nižší patra, zatímco Zack běžel do Hodžovy laboratoře. Genesis byl připraven Hodža zabodnout, ale ten zachoval klid. Věděl, že ho za ním poslal Hollander, kterého nyní poslouchá jen proto, že mu slíbil zastavit jeho buněčnou degradaci. Genesisovi se vysmál, že ten šarlatán Hollander nedovede vyléčit ani chřipku. Když na místo dorazili Zack a Angeal, Genesis začal zase recitovat Loveless, tentokrát poslední akt. Hodžo reagoval, že to dílo kdysi bedlivě studoval v domnění, že v něm najde skrytou moudrost, která pomůže jeho výzkumu. Ovšem skutečně poslední, pátý akt, jenž rozuzluje dílo, se ztratil a výsledek boje mezi dvěma přáteli tak není znám. Genesis pak z místa uprchl a Angeal také.

### Mise v Modeoheimu
O pár dnů později Zack zašel v době volna do chrámu za Aerith, ale dostihl ho Tseng, který ho potřebuje ihned do Modeoheimu. Aerith v chrámu stejně nebyla. Cestou havarovali s vrtulníkem, takže museli zbytek dojít pěšky. Tseng a jeden ze dvou vojáků Zackovi nestačili, ale druhý voják, Cloud Strife, ano. Oba se rychle jakožto venkované spřátelili, zasmáli se navzájem, z jaké zapadlé díry pocházejí, a shodli se na tom, že když je v obou Mako-reaktor, nic jiného tam není. S Cloudem dorazil na místo a našli Hollandera s Genesisem, jenž už nesl známky pokročilé degradace. Genesis vypadal starší a šedivěla mu kůže, Na Hollandera mířil mečem a žádal od něj buňky Jenovy. Zack zastavil Genesise, zatímco Cloud zadržel Hollandera, ale jen na chvíli. Hollander se vymlouval, že nikdo neví, kde je Jenova a její buňky, ani Hodžo to prý neví. Genesis se na to vyjádřil, že je potom tedy připraven dobrovolně přijmout svůj osud, ale vezme s sebou i celou Planetu. Zaútočil na Zacka, zatímco Cloud znovu pronásledoval Hollandera. Zack souboj vyhrál a Genesis jen s dalšími verši z Loveless vyletěl na zábradlí a spustil se volným pádem do hlubin reaktoru.
Zack sešel dolů zkontrolovat, zdali je Genesis opravdu mrtev, ale u krytého bazénu ho přepadla Angealova kopie, vypadající jako gryf. Po jejím usmrcení se objevil Angeal a pravil, že to on se měl vypořádat s Genesisem, ale nakonec to nechal na něm, aby ho připravil na další boj. Namířil Buster Sword na Zacka, jenž se ho ptal, zda se nepomátl. Angeal po něm máchal Buster Swordem a provokoval ho tím, že ví o jeho vztahu s Aerith. Na místo dorazil Hollander, který unikl Cloudovi, a snažil se Angeala vyprovokovat k pomstě za utrpení jeho rodičů. Angeal protestoval, protože otec zemřel velmi dávno, a prozradil, že jeho matka Gillian cítila takové zahanbení, že si sama vzala život. Zack si vzpomněl na její mrtvé tělo v Banoře a na svou reakci. Hollander její čin odsoudil, že měla spíš na sebe být pyšná, že její jméno tvoří název jeho experimentu, Projekt G neboli Projekt Gillian. Angeal chytl Hollandera pod krkem, aby nevyslovoval její jméno, ale Hollander pokračoval, že si Gillian nechala implantovat buňky Jenovy. Genesisovi byly tyto buňky dány v době, kdy byl ještě plod a přiznal, že se mu Genesis nepovedl. Ale Angeala vypěstoval už od vajíčka a dojatě ho prohlásil za dokonalost! Angeal odstrčil Hollandera a nervózně se nazval dokonalou zrůdou, jejíž buňky absorbují vzorky genů a předávají je ostatním. Hollander tuto schopnost pochválil jako Jenovinu moc, kterou Angeal ovládl úplně. Angeal nervózně připomněl svá slova, že jeho nepřítelem je vše, co vytváří utrpení, a vytvořil si mezitím vlastní utrpení. Svou mocí vyvolal velké množství nestvůr obsahujících jeho genetickou stopu najednou. Hollander ho chtěl nejprve varovat, že neví, co to udělá, ale po úspěšném vyvolání ho začal prosit, ať zachová aspoň jeden vzorek. Angeal ho odhodil od sebe a poručil monstrům, aby ho doslova sežrala zaživa. Tak se s nimi spojil v ohromnou nestvůru, s níž musel Zack bojovat.
Po dlouhé a vyčerpávající bitvě se tato nestvůra (Angealovo Pokání) rozpadla a zbylo jen Angealovo zdegradované a smrtelně raněné tělo s useknutými křídly. Angeal Zackovi poděkoval za všechno a odkázal mu symbol svých snů a cti Soldiera, Buster Sword. Následně Angeal zemřel. Zack v breku vstal, dotkl se čelem čepele tak, jak to dělával Angeal, a vzpomínal na jeho lekce z dřívějška, tedy že jestli chce být hrdinou, musí mít sny a čest. Zack se poté, když s Cloudem a Tsengem přepravili Hollandera do junonského vězení, vrátil nejspíš rovnou za Aerith, u které pouze plakal.
O nějakou dobu později přestal truchlit, sžil se s Angealovým Buster Swordem a přijal úlohu duchovního vůdce Soldierů. Začal vést trénink nových kadetů a po Angealově vzoru zakončil úvodní projev radou a rozkazem v jednom: „Uchopte své sny a chraňte si svou čest Soldiera.“ Téměř rok po výše popsaných událostech trávil Zack neustále prodlužovanou dovolenou v Costa del Sol, kde ho sledovala Cissnei pod záminkou, že je také na dovolené. Nudil se tam a chtěl požádat o povolení vrátit se předčasně zpět do služby. Cissnei mu však řekla, že jeho ve skutečnosti nesleduje. Turksové sledují Aerith, protože je Prastará, poslední svého druhu na Planetě, a on k ní má blízko. Také ho informovala, že ho poslali na dovolenou, protože ředitel Lazard zmizel a dle nalezených důkazů potají financoval Hollanderův "výzkum" z peněz zpronevěřených společnosti Shinra. Konverzaci přerušil přílet nových kopií Genesise. Po jejich porážce Tseng vyslovil hypotézu, že Genesis buď ze záhrobí v Proudu života ovládá své zbývající kopie, nebo je stále naživu. Každopádně oba odvolal z dovolené do Junonu, který se ocitl také pod palbou.
V Junonu Zack likvidoval další Genesisovy kopie, zatímco Turksové evakuovali město. Vězněný Hollander se dostal na svobodu a dokázal díky dvěma zbylým kopiím uprchnout. Sephiroth, kterého Zack také skoro rok neviděl, se objevil se zprávou, že se další kopie objevily na mnoha místech na celém světě včetně Midgaru, i ve slumech. Zackovi položil otázku, zda si je jistý, že je Genesis skutečně mrtvý. Navíc ukradené zařízení, jež měl Hollander schované v Modeoheimu, zmizelo, nejspíš za tím stojí opět Genesis. Nyní mu ale dal povolení vrátit se do Midgaru, že se brzy znovu ozve.
Zack v chrámu našel Aerith ve společnosti s Angealovou kopií, jež se chovala, jako by to tam hlídala. Do chrámu vjela Shinrova sonda a kopie ji zneškodnila, neboť začala střílet. Zack si prohlédl její tělo a zdálo se mu, že degraduje, ale položil si otázku, zda Angeal také nepřežil. Kopie sice po útoku robota byla zraněna, ale dokázala vzlétnout ke stropu, odkud jako by se snažila Aerith chránit. Aerith raději změnila téma a poprosila Zacka, aby jí pomohl sestrojit vozík, v kterém by prodávala po Midgaru květiny. Aerith dále mluvila o svých malých přáních a napsala mu je na papír, který si Zack schoval. Konverzaci přerušil telefon od Sephirotha, jenž oznámil nový vývoj a poručil mu ihned se vrátit na velitelství do Shinrova mrakodrapu.
V okolí vzdáleného Mako-reaktoru se totiž objevily legie dalších monster. Všichni zaměstnanci v reaktoru jsou nezvěstní a dislokovaní Soldierové 2. a 3. tříd také. Společnost se chystá vyslat tam vyšetřovací tým, v kterém mají být pouze oni dva. Zack rozkaz přijal bez zájmu, protože doufal, že se novinky týkají „té druhé záležitosti“. Dle Sephirotha nezvěstní Soldierové pátrali po Lazardovi a v okolí místa viděli něco, jehož popis odpovídá zařízení ukradenému z Modeoheimu, tedy v tom má prsty Hollander. Tím pádem jsou tam pravděpodobně všichni tři: Lazard, Hollander i Genesis. Vyrazit mají za několik hodin, až seženou tým vojáků, kteří je budou podporovat. Sephirothem zmítaly pochybnosti, ale otočen ke zdi připomněl, že jejich rozkaz zní provést vyšetřování v reaktoru a o starých známých se vůbec nezmiňuje. Svěřil se Zackovi, že dle toho, co se tam stane, možná i on opustí Shinru, ale do té doby zůstane loajální Soldier.
Zack se stihl na chvíli vrátit za Aerith, s níž prodal prvních pár květin. Všiml si Tsenga, který je sledoval. Ten Zackovi vysvětlil, ať si o Aerith nedělá starosti, že sledování Turksy znamená zároveň ochranu Turksů. Při návratu na velitelství se Zack po delší době setkal s Cloudem, který marně sháněl další lidi na misi. Sehnal jen další dva, každopádně dle Sephirotha stačí. Zack se ho zeptal, kam že to vlastně jedou. Ke Cloudovu zděšení odpověď zněla: Do Nibelheimu!

### Incident v Nibelheimu
Dalšího dne dorazila pětice na místo a Sephiroth se Clouda zeptal, jaké to je být znovu doma po takové době. On sám nemá domov, má jen matku Jenovu, která zemřela krátce po porodu. A při zmínce o otci se jen smál. Zack zůstal chvíli u vjezdu do Nibelheimu a pozastavil se nad jménem Jenova, které mu bylo podezřelé, už ho slyšel dřív. Na návsi je zastavila Tifa a ptala se, zda jsou Soldierové pověření prověřit reaktor, a zda je hodně Soldierů 1. třídy. Tifu jejich odpovědi neuspokojily a zklamaně utekla. Sephiroth povolil zamaskovanému Cloudovi navštívit rodinu a přátele, zatímco se Zack Clouda ptal, proč nosí helmu přes obličej. Cloud suše odpověděl, že je to osobní a požádal všechny, ať nikomu neříkají, že je tu. Sephiroth se z hotelu díval na okolní krajinu a přísahal si, jako by tu už někdy byl, ale marně si vzpomínal.
Druhý den ráno je na horu Nibel měla vést Tifa a vyrazili. Před reaktorem Tifa poprosila Zacka, aby mohla dovnitř s nimi, což Sephiroth rázně zatrl, dovnitř smí jen pověřený personál. Nařídil obyčejnému vojákovi (Cloudovi) Tifu hlídat. Uvnitř si Zack všiml nad schodištěm před zapečetěnými dveřmi nápisu J.E.N.O.V.A., ještě netušil, jak moc je to strašlivé. Identifikoval vadnou sekci reaktoru a nařídil Zackovi ji opravit. Sám sebe se ptal, jak se vůbec mohla porouchat. Sephiroth nakouknul do jiné nádrže a nechal nakouknout i Zacka, který tam s uleknutím viděl odporné monstrum, naložené v Maku. Sephiroth mu vysvětlil, co viděl. Nazval průměrné Soldiery, jako je Zack, lidmi vystavenými účinku Maka, kteří jsou sice vylepšení, ale stále jsou lidmi. Hladina Maka u těchto bytostí je však exponenciálně vyšší než u průměrných Soldierů. Zack bytost nešetrně nazval zrůdou a Sephiroth sklopil oči, že je vytvořil profesor Hodžo, ohavné tvory zrozené z Mako-energie. Zack chtěl vědět, jak to je v porovnání s průměrnými Soldiery s ním? Sephiroth se chytl v návalu emocí za hlavu, Zack se ho snažil uklidnit, ale ten ho silně udeřil a vyslovil hypotézu, zda byl stvořen stejným způsobem jako příšery, tedy zda je stejný jako ony. Z toho začal šílet.
Jakmile se uklidnil, začal vyprávět svůj příběh. Už jako malý si uvědomoval, že je výjimečný, ale až takhle si svou výjimečnost nepředstavoval. Začal pochybovat, zda je vůbec lidská bytost. V reaktoru je sledoval celou dobu Genesis, který sletěl ze svého úkrytu dolů a Sephirothovi sdělil, že je zrůda, ta největší ze všech, které byly vytvořeny v Projektu Jenova. Nervózní Sephiroth se ptal, co je to Projekt Jenova. Genesis to shrnul: Projekt Jenova byl termín užívaný pro všechny experimenty týkající se užití buněk Jenovy. Sephiroth se divil, že z buněk jeho matky, načež si ho Genesis vychutnal, že se vlastně ještě nikdy s matkou nesetkal, jen mu řekli její jméno. Zack se mezitím vzpamatoval a vyzýval Genesise, ať s tím přestane, avšak ten pokračoval: Jenova byla nalezena v geologické vrstvě staré 2000 let a je to zrůda. Sephiroth nevěřil vlastním uším. Genesis pak žádal Sephirotha o pomoc, protože jeho tělo dále degradovalo. „Projekt Jenova G“ prý dal život Angealovi a zrůdám, jako je on sám, ale „Projekt Jenova S“ použil poznatky o bezpočtu minulých nepovedených experimentů, aby bylo stvořeno dokonalé monstrum. Sephirotha zajímalo, o co mu vlastně jde. Genesis tedy dokončil své vysvětlení: Sephirothův vzorek nemůže být zkopírován na ostatní, protože jeho geny se nemohou rozptýlit. A proto jeho tělo nemůže degradovat. Sephirotha tedy vyzval, aby mu daroval své vlastní buňky. V Cloudově vyprávění z FF VII tato scéna úplně chyběla.
Šokovaný Sephiroth tuto „lákavou“ Genesisovu nabídku odmítl a řekl mu, ať shnije. Genesis to přešel s pochopením, vždyť Sephiroth je dokonalá zrůda. Sephiroth odešel z reaktoru, Genesis ho následoval a recitoval z Loveless akt o válce bestií, kdy bohyně sestoupí z nebes, aby její křídla dovedly k jejímu daru. Venku Genesis povolal několik monster, jež napadla Tifu a jejího hlídače. Zack se s nimi vypořádal a dovedl zraněnou Tifu i lehce zraněného Clouda zpět do Nibelheimu. Cloud v hotelu litoval, že není Soldier, proto nebyl schopen ji nahoře ochránit, avšak Zack mu takovéto myšlenky rozmluvil, Soldiers je jáma plná monster, ať se jí vyhne. Cloud se ho ptal, co se uvnitř stalo, ale Zack z toho sám byl zmatený, tak se Clouda vyptával na Tifu, ale jen zjistil, že má Cloud nějaký osobní problém. Zack zabědoval, že Soldier jen bojuje a určování, kdo je nepřítel, co se děje a podobně je prací pro někoho jiného. Ve vzteku se chystal Buster Swordem rozsekat vybavení hotelu, ale nakonec se zarazil a v rozrušení se jen čepelí dotkl čela. Cloud se Zacka zeptal, proč ho vlastně v boji nikdy nepoužívá. Zack si náhle vzpomněl na Angeala a na jeho odpověď na stejný dotaz z mise ve Wutai před dvěma lety, i na jeho lekce o cti Soldiera. Cloudovi tedy ve stručnosti vysvětlil, co pro něj ten meč znamená.
Sephiroth se ztratil neznámo kam, a tak ho Zack s Tifou hledali. Mezitím mu telefonovala Aerith, které neměl čas se věnovat, ale slíbil, že ji po návratu z Nibelheimu navštíví. Sephirotha nakonec Zack našel v podzemí Shinrovy vily, kde byla laboratoř a tajný archiv dokumentů o Projektu Jenova. Dočetl se z nich, že mu Genesis řekl pravdu. Jenovu skutečně našli v Severním kráteru v 2000 let staré vrstvě, kterou profesor Gast označil za Cetru, Prastarou. Na Nibelu pak postavili před více než 25 lety reaktor primárně určený k těmto experimentům. Sephiroth litoval, že profesor Gast je již mrtev a nemůže tyto skutečnosti vysvětlit. Sephiroth pročítal staré dokumenty bez přestávky jako posedlý ještě několik dnů.
Na sedmý den založil v Nibelheimu požár a vyvraždil obyvatele. Zack vylezl z hořícího hotelu, uviděl zamaskovaného Clouda ležícího bezvládně na náměstí a Sephirotha stojícího uprostřed plamenů, který se jen otočil a zamířil na Nibel do reaktoru. Zack se vydal za ním a v útrobách nalezl mrtvého otce Tify a zraněnou Tifu, která na sebe v šoku nenechala sáhnout, tedy odmítla se nechat ošetřit. Pokračoval po schodech za Sephirothem a zraněná Tifa na zemi křičela: „Nenávidím tě! Nenávidím Shinru! Nenávidím Soldiery! Nenávidím vás všechny!“ Poté upadla do bezvědomí. Rozzuřený Zack pak Buster Swordem vyrazil dveře od komory s nápisem J.E.N.O.V.A. a našel Sephirotha v transu mumlat k robotické hlavě, kterou oslovuje Matko. Sephiroth svou Matku vyzýval, aby si vzali Planetu zpět a došli spolu do Země zaslíbené. Zack na Sephirotha křičel, proč vyvraždil obyvatelstvo ve městě, ale Sephiroth ho ignoroval a mumlal dál, že jeho Matka měla vládnout Planetě, ale o vládu ji připravili méněcenní prosťáčci. Sliboval jí, že bude jen s ní a vyrval její hlavu z podstavce. Z hlavy Jenovy vytryskla jakási kapalina a podíval se na to, co skrývala. „Konečně se setkáváme, Matko“, řekl dojatě. Viděl tělo Jenovy v její skutečné podobě v nějaké kapalině.
Zack po schodech tichými krůčky došel až k němu, namířil na něj Buster Sword a křičel, zda se nezbláznil. Sephiroth vytasil svůj meč a navzájem se shodili ze schodů a padali do šachty pod Jenovinou místností. Zack prohlásil, že není Sephiroth, jakého znal, a pustil se s ním do zuřivého boje. Sephiroth se prohlásil za vyvoleného k vládě nad Planetou. Nakonec byl Zack zpět v Jenovině místnosti Sephirothem přemožen, když mu vyrazil Buster Sword z rukou. Zacka nechal prudce proletět dveřmi a ten spadl po zádech na schody tak, že se při dopadu smrtelně zranil. Sephiroth se poté vrátil zpět ke své Matce a nevšiml si, že do místnosti vstoupil Cloud, který zvedl ze země Buster Sword a Sephirotha probodl zezadu.
Cloud se vrátil pomoct Tifě a než stihl pomoct Zackovi, ze dveří se vybelhal Sephiroth s robotickou hlavou od Jenovy v pravé ruce. Vražedným pohledem probodl Clouda, který vstal a pustil se s nepřítelem do boje. Zack se na chvíli probral z mdlob a vyzval Clouda, aby Sephirotha zabil. Cloud vyskočil vysoko do vzduchu a zaklesl Buster Sword o Sephirothův Masasune, avšak Sephiroth byl v boji s takovými meči daleko zkušenější, a tak Clouda prohodil dveřmi a ležícího ho napíchnul v břiše na svoje Masasune a zvedl ho do vzduchu se slovy, aby na něj toto nezkoušel. Jenže Cloud vrátil Sephirothovi jeho vražedný pohled a neznámou vnitřní silou ho donutil postavit na zem. Chytil čepel Masasune a zaklonil se, aby zvedl meč v sobě zapíchnutý i se Sephirothem do vzduchu. Pak Cloud zabral zády a Sephirotha přehodil přes zábradlí do přístroje, který ho patrně zabil elektrickým proudem, a pak spadl do nitra reaktoru, kde ho vstřebala Mako-energie neboli Proud života Planety. Cloud se vážně zraněn vypotácel zpět k Zackovi a oba upadli do bezvědomí se Zackovými slovy, že to Cloud dokázal.

### Na útěku
Ještě než oba mohli zemřít, dorazila do reaktoru v Nibelu armáda a profesor Hodžo, který z obou udělal testovací subjekty pro své experimenty. Jednoho dne se bezvědomému Zackovi zjevila silueta Angeala, jež se ptala, zda se cítí být Soldierem, že je jen ostudou tohoto dobrého jména. To mu způsobilo šok, který probral jeho instinkt a silným úderem pěstí prorazil sklo nádrže, v níž byl umístěn. Ozářen účinkem Mako energie vstal v momentě, kdy si jeho úniku všiml vědec, který tam držel službu. Zack mu silným úderem pěstí zlomil vaz, dobelhal se k nádrži s Cloudem, osvobodil ho a odtáhl ho z podzemí Shinrovy vily do hotelu obnoveného Nibelheimu. Našel i svůj Buster Sword, ale Cloud byl vystaven velmi prudké dávce Mako-energie, takže byl zcela katatonický. Zack se naopak rychle vzpamatoval. Přemýšlel, co dál. Z kapsy pak vytáhl papír od Aerith, kam měla sepsat svá přání. Spojila je všechna do jednoho: trávit s ním víc času. Rozhodl se tedy vrátit do Midgaru a Clouda, jehož převlékl do uniformy Soldierů, aby zmírnil průběh otravy, vzal s sebou.
Ale brzy se ztratil, neznal to tam. Na pobřeží ho vypátrala Cissnei s rozkazem je zadržet. Avšak nevěděla, že uprchlý vzorek bude zrovna Zack. Ten přiznal, že vojákům snadno uteče, ale Turksům nikoliv, tak ji požádal, aby odešla. Bylo jí to líto, ale musí dělat svou práci, a tak po něm hodila šurikenem. Ale díky jejímu vnitřnímu konfliktu mezi touhou pomoci příteli (nebo něco víc) a rozkazem ho hodila bídně. Zack jí s Buster Swordem v ruce řekl, ať ho nechá být a utekl z pláže pryč. Nedaleko ho spolu s katatonickým Cloudem stejně znovu našla. Rozhodla se však Zackovi pomoct. Byla šokovaná, v jakém stavu druhý vzorek, Cloud, je. Zack prozradil, že Cloud trpí závislostí na Maku, je to velmi závažný případ. Cissnei zatelefonovala Tsengovi, že ztratila jejich stopu. Zack na ni přestal mířit Buster Swordem a Cissnei ho vyzvala, aby se oba dostali do bezpečí, pak se smutným výrazem odešla. Zack jí poděkoval, ona se otočila a dala mu klíče od své motorky i se sajdkárou pro Clouda. Dálnicí ujížděl po k Jižním kontinentu, ale cestou ho přepadl Genesis a jeho kopie. Byl již ve velmi zbídačeném stavu a recitoval zase z Loveless, přičemž jeho kopie trhaly Zackovi vlasy. Pověděl mu, jak na něm Hodžo experimentoval. Nyní v Zackovi proudí modifikovaná verze moci Jenovy. Genesis pokynul jedné z kopií, aby snědla jeho vlasy, které označil za svůj „Dar od bohyně,“ který zastaví jeho degradaci. S dalšími verši Genesis odletěl, ale kopie, jež snědla jeho vlasy, zmutovala v odpornou nestvůru, kterou Zack zabil.
Zamířil do rodné vsi Gongagy, ale před cílem ho stopla Cissnei, která dostala za úkol sledovat jeho rodiče. Prozradila mu, že není chytré být tam, kde ho snadno najdou, navíc je vyhlášeno pátrání po druhém cíli - Angealovi. Tato informace však Zacka nijak překvapila. Cissnei nerozuměla jeho reakci, protože Angeal měl zemřít jeho rukou, ale Zack se jí svěřil, že to byl nejspíš právě Angeal, kdo mu pomohl uniknout z Shinrovy vily. Zack pak hulákal do skal, aby utekl, Turksové po něm půjdou. Cissnei mu dala deset minut, aby také zmizel. Zacka ještě zajímalo, jak se mají jeho rodiče. Dozvěděl se, že mají starosti, prý by si přáli mít Cissnei v rodině, a prozradí mu, že Cissnei není její skutečné jméno. Po odchodu spatřil odlétajícího Angeala a rozeběhl se k němu. Cestou ho přepadly Genesisovy kopie, Genesis a Hollander. Hollander si totiž vstříkl Genesisovy geny do sebe, aby si před ním zachránil život, ale jeho tělo zdegradovalo. Nyní spatřil naději. Zacka během rozmluvy rozčilovaly kopie opakující dokola „S-buňky.“ Genesis prozradil, že degradaci zastaví čistý vzorek Sephirothových genů, které mají už pouze on a Cloud, ale u Zacka gen již splynul s jeho vlastním. V Cloudovi stále Sephirothovy geny přetrvávají v čisté podobě. Hollander uletěl najít motorku s Cloudem, zatímco Genesis recitoval z Loveless a vysvětlil svou teorii o ztraceném posledním aktu, týkající se Proudu života, od kterého dostane dar od bohyně. Zack po Genesisově odletu už jen zabil Hollandera, který se pokusil sníst bezvědomého Clouda zaživa.
Při boji s ostatními kopiemi mu pomohl konečně Angeal, vlastně jen jeho kopie: Lazard, který nějakým způsobem přišel k jeho buňkám a implantoval si je do sebe, čímž se změnila jeho podoba tak, že vypadal jako Angeal. Na rozdíl od něj ale byl zdegradovaný a neuměl moc dobře bojovat. Svěřil se, že to on pomohl Hollanderovi z vězení, protože ho potřeboval ke své pomstě. Jen si nikdy nepředstavoval, že dopadne jako Angealova kopií. Ale potom dostal zvláštní pocit, protože zdědil i Angealovy osobnostní kvality a čest Soldiera. Hlavně ho tato metamorfóza zbavila touhy po pomstě. Místo toho začal toužit po tom pomáhat ostatním a zachránit Planetu. Momentálně chce zastavit Genesise, jenž hledá Dar od bohyně, ať tím myslí cokoliv.
Zack se s ním a s bezvědomým Cloudem vydal do rozvalin Banory, kde našel vstup do podzemní svatyně, v níž Genesis opět přednášel z Loveless tamní soše nějaké bohyně, jež držela v ruce obří materii. Genesis ho označil za ztělesnění Angealova ducha a části Sephirotha, a tak jsou všichni tři přátelé opět pospolu, aby si zahráli Loveless. Genesis následně ignoroval Zacka a přednášel Loveless až do konce 4. aktu, kdy se obří materie rozzářila, že nalezl dar od bohyně. Mumlal o Proudu života a o teorii posledního aktu, který má mnoho interpretací. Začal moc svého „daru“ absorbovat do sebe a proměnil se ve velkou nestvůru, kterou musel Zack zabít. Po její porážce Genesis žil, v recitaci dalších veršů z Loveless o utrpení byl zbaven své buněčné degradace a vrácen do původní podoby odpovídající věku zhruba 30 let. Zacka však ještě jednou napadl, ale byl opět poražen. Vyléčený Genesis upadl a okolo něj se rozzářil Proud života. Obří materie se vrátila na své místo a socha bohyně na chvíli ožila, aby dokonala Genesisovo očištění. Poté zmizela, její socha se rozpadla a Genesis upadl do kómatu.
Zack vynesl Genesisovo tělo ven a položil ho vedle židle, na níž byl upoután Cloud. Lazard byl smrtelně zraněn, protože je vypátrali Shinrovi vojáci. Ty Lazard dokázal všechny porazit díky pomoci druhé Angealovy kopie, jež umírala. Zack ji poznal, to chránila Aerith v chrámu. To ho dojalo, ale pak ho zděsilo, že mu Lazard zemřel před očima. Zack pak dal všem přítomným, živému, mrtvým i polomrtvým banorské jablko, aby se spolu symbolicky najedli. Genesis se na chvíli probral se slovy, že pochopil, co je to Dar od bohyně. Byl jím Angeal a jeho odkaz soldierské cti, sen se tedy stal skutečností. Krátce poté těla Lazarda i druhé Angealovy kopie splynula s Proudem života a zbyl jen dopis od Aerith. Psala, že by si přála vědět, kde Zack je. Uplynuly už čtyři roky od jeho zmizení a toto je její 89. a také poslední dopis, jenže nevěděla, kam ho má poslat, tak ho svěřila Angealově kopii a doufala, že ta Zacka najde. Pochlubila se, že prodej květin jde dobře. Zack byl dojat, ale také rozrušen, že v laboratoři strávili víc než čtyři roky. A hlavně, co myslela tím „posledním dopisem.“
Na cestu do Midgaru hodlal přidat tempo, vzal Clouda na záda a Genesise v domnění, že se o sebe postará, v ruinách Banory nechal. Genesise však unesli záhadní vojácize supertajné podmořské základny (viz Dirge of Cerberus: Final Fantasy VII). Zack s Cloudem jeli přes celý Východní kontinent stopem, jenže šla po nich Shinrova armáda. Tseng s Cissnei, Renem a Rudem se je snažili najít dřív než oni a pomoci jim. Dvojice uprchlíků se nechala vysadit z nákladního auta u skály několik kilometrů před Midgarem a Zack svého stále ještě katatonického parťáka dobře schoval. Cloud jen ke svému odcházejícímu příteli natáhl ruku, neboť začal nabývat vědomí. Když si Zack prohlížel okolí, uslyšel několik helikoptér a uviděl výsadek několika desítek Shinrových vojáků. Zack svou situaci komentoval, že „Cena za svobodu je opravdu ohromná.“ Proti zdrcující přesile pak bojoval.
Tuto bitvu však nedokázal vyhrát. Na poslední trojici vojáků již nestačil. Ti mu prostřelili hrudník a jeden z nich ho střelil ležícího do čela, ale nezpůsobil okamžitou smrt. Poté odtáhli pryč, Clouda nenašli. Cloud se navečer v dešti odplazil ze skrýše a našel umírajícího Zacka v tratolišti krve, který myslel jen na Aerith. Ta se zrovna starala o své květiny v chrámu a ucítila, že Zack odchází. Zack z posledních sil předal svůj Buster Sword Cloudovi jako symbol svých snů a cti a řekl mu, že bude od teď jeho živý odkaz. Cloud tiše reagoval, že bude jeho živý odkaz. Pak zvedl hlavu k propršené obloze a zakřičel. Cloud byl z takového probuzení, navíc stále otráven Makem, v šoku. Každopádně počkal vedle mrtvého Zacka až do rána a jakmile přestalo pršet, se slovy „Dobrou noc, Zacku“ se s ním rozloučil. Popadl Buster Sword a začal se belhat směrem k Midgaru. Cestou vzpomínal na Zacka a na věci, které mu vyprávěl, protože ač byl katatonický, dokázal vše vnímat. Zackova duše mezitím utíkala do Proudu života a z nebes sestoupil Angeala, aby mu podal při odchodu na onen svět pomocnou ruku.
Zack ze záhrobí promlouval ke Cloudovi, vláčejícího za sebou Buster Sword, a optal se, zda se stal hrdinou, a aby vyřídil pozdrav Aerith, jestli ji v Midgaru potká. O několik dnů později se odehrává scéna, v níž Cloud sedí na střeše midgarského vlaku, zdravý a v plné síle, jak se čelem dotýká svého Buster Swordu a odhodlaně řekne sám sobě: „Jsem Cloud, Soldier 1. třídy“. Příběh o několik sekund později pokračuje hrou Final Fantasy VII.